# Giuseppe Carrà
Giuseppe Carrà (Voghera, 3 gennaio 1926 – Sesto San Giovanni, 2 gennaio 2012) è stato un partigiano, sindacalista e politico italiano.

## Biografia
Nato a Voghera nel 1926, si trasferisce nel 1940 a Sesto San Giovanni come operaio alla Breda e studente di disegno meccanico alle scuole serali. Animatore del movimento operaio sestese, nel 1943 si iscrive al Partito Comunista Italiano ed è tra gli organizzatori degli scioperi del 1943 e 1944. Partecipa alla Resistenza, diventando il vicecomandante partigiano della 128ª brigata Garibaldi SAP alla Breda, ma per le rappresaglie nazifasciste è costretto a lasciare Sesto, per partecipare alle lotte armate in Oltrepò. Dopo la Liberazione è responsabile del CLN della I sezione Breda e, sempre nel 1945, viene eletto nella Commissione Interna della fabbrica, entrando a fare parte del Consiglio di Gestione. Nel 1949 viene licenziato per rappresaglia e diventa segretario cittadino del PCI. Nel 1952 diventa presidente della sezione provinciale della FIOM.
A fine anni cinquanta diventa assessore alla Sanità del comune di Sesto San Giovanni, nella giunta guidata dal sindaco Abramo Oldrini. Dal 1962 al 1970 ricopre lui stesso la carica di sindaco della città. Viene eletto deputato nella VI, nella VII e nell'VIII Legislatura, restando in carica dal 1972 al 1983.